# George Knobel
George Knobel (Roosendaal, 10 de diciembre de 1922 – Roosendaal, 5 de mayo de 2012) fue un entrenador de fútbol holandés. Fue seleccionador de Países Bajos durante quince partidos con el resultado de nueve victorias, un empate y cinco derrotas desde 1974 a 1976. Durante su mandato, Holanda acabó tercera en la Eurocopa de 1976. Fue entrenador de clubs como el AFC Ajax y MVV. También tuvo un pequeño paso por el Seiko SA de Hong Kong. 

## Estadísticas

### Como entrenador
| Equipo                        | País         | Año       |
| ----------------------------- | ------------ | --------- |
| VV Baronie                    | Países Bajos | 1966–1969 |
| MVV                           | Países Bajos | 1969–1973 |
| Ajax                          | Países Bajos | 1973–1974 |
| Selección de los Países Bajos | Países Bajos | 1976–1978 |
| MVV                           | Países Bajos | 1978–1979 |
| Beerschot                     | Bélgica      | 1979–1980 |
| Selección de Hong Kong        | Hong Kong    | 1980–1981 |
| Seiko                         | Hong Kong    | 1981      |
| Willem II Tilburg             | Países Bajos | 1982      |
| Seiko                         | Hong Kong    | 1985      |
| RBC Roosendaal                | Países Bajos | 1996-2000 |

## Palmarés

### Como entrenador

#### Torneos nacionales
| Título          | Club            | País    | Año     |
| --------------- | --------------- | ------- | ------- |
| Copa de Bélgica | K Beerschot VAC | Bélgica | 1978-79 |

#### Torneos internacionales
| Título              | Club     | Sede      | Año  |
| ------------------- | -------- | --------- | ---- |
| Supercopa de Europa | AFC Ajax | Ámsterdam | 1973 |